# Richard Weissenberg
Julius Richard Weissenberg (geboren 18. März 1882 in Breslau; gestorben 1974) war ein aus Deutschland stammender Wissenschaftler, der sich um die Erforschung des Lymphocystis verdient machte.

## Wirken
Richard Weissenberg studierte Zoologie und Medizin in Berlin. Von 1900 bis 1905 war er als Assistent von Oscar Hertwig am Anatomisch-Biologischen Institut tätig, widtmete sich dann aber den protozoologischen Arbeiten. Ab 1910 untersuchte er an der Zoologischen Station Neapel die Mikrosporidiose an Fischen. Im Jahr 1913 wurde er habilitiert. Er gehörte zu den ersten Forschern, die die Zugehörigkeit von Pseudo-Tumoren an Fischen zu den Protozoeninfektionen anzweifelte, wobei ihm vor Rügen gefangene betroffene Kaulbarsche als Untersuchungsobjekte dienten. Er vermutete ab 1914 hier eine Virusinfektion und publizierte dies in den Jahren 1920 und 1921.
Im Jahr 1928 wurde er außerordentlicher Professor. Nach der Machtergreifung Adolf Hitlers wurde Weissenberg aufgrund des Gesetzes zur Wiederherstellung des Berufsbeamtentums im Jahr 1933 aus dem Dienst entlassen. Unterstützung erhielt er von einem schwedischen Komitee, das ihm im Jahr 1936 einen Besuch in den Vereinigten Staaten vermittelte. Dort, in Woods Hole, erhielt er weitere Unterstützung auch von amerikanischen Hilfskomitees, woraufhin Richard Weissenberg ein Forschungsprojekt an der Washington University Medical School erhielt und dort als Gastprofessor für Zytologie tätig werden konnte. Im Frühjahr 1937 konnte er zusammen mit seiner Ehefrau den NS-Staat verlassen.
Am Wistar Institute in Philadelphia erforschte er in den Jahren 1938 und 1939 weiter das Problem der Lymphocystis. Er verließ das Wistar Institute nach dem Tod des dortigen Leiters Stengel und lehrte fortan an medizinischen Fakultäten. Nur nebenbei konnte er seine Forschungen zur Lymphocystis weiter betreiben. Im Jahr 1945 dann konnte er den indirekten Virusnachweis erbringen.

## Werke
- Beiträge zur Kenntnis des Zeugungskreises der Microsporidien Glugea anomala Moniez und hertwigi Weissenberg, 1913
- Lymphocystisstudien. (Infektiöse Hypertrophie von Stützgewebszellen bei Fischen.), 1920
- Grundzüge der Entwicklungsgeschichte des Menschen in vergleichender Darstellung., Thieme Verlag, Leipzig, 1931
- Oscar Hertwig : 1849 - 1922; Leben und Werk eines deutschen Biologen, Leipzig, 1959
- Fifty Years of Research on the Lymphocystis Virus Disease of Fishes (1914-1964), 1965